# Gyalóka
Gyalóka ist eine ungarische Gemeinde im Kreis Sopron im Komitat Győr-Moson-Sopron. Sie liegt gut drei Kilometer östlich der Grenze zu Österreich.

## Sehenswürdigkeiten
- Nepomuki-Szent-János-Statue (Nepomuki Szent János-szobor), erschaffen in der zweiten Hälfte des 18. Jahrhunderts
- Römisch-katholische Kirche Keresztelő Szent János, erbaut 1761 (Barock)

## Verkehr
Durch Gyalóka verläuft die Landstraße Nr. 8614. Der nächstgelegene Bahnhof befindet sich acht Kilometer südöstlich in Bük.

## Bilder

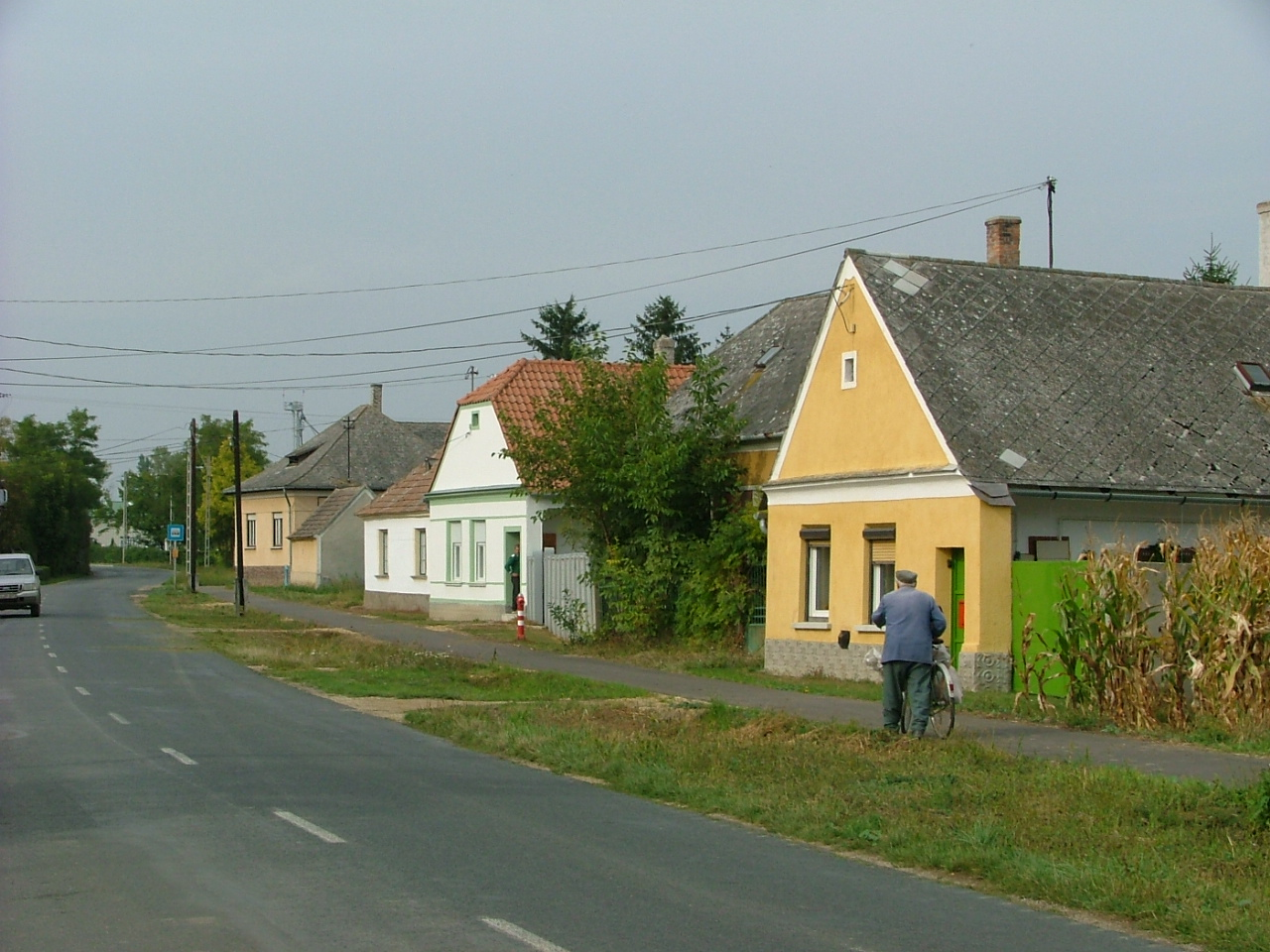
Fő utca in Gyalóka
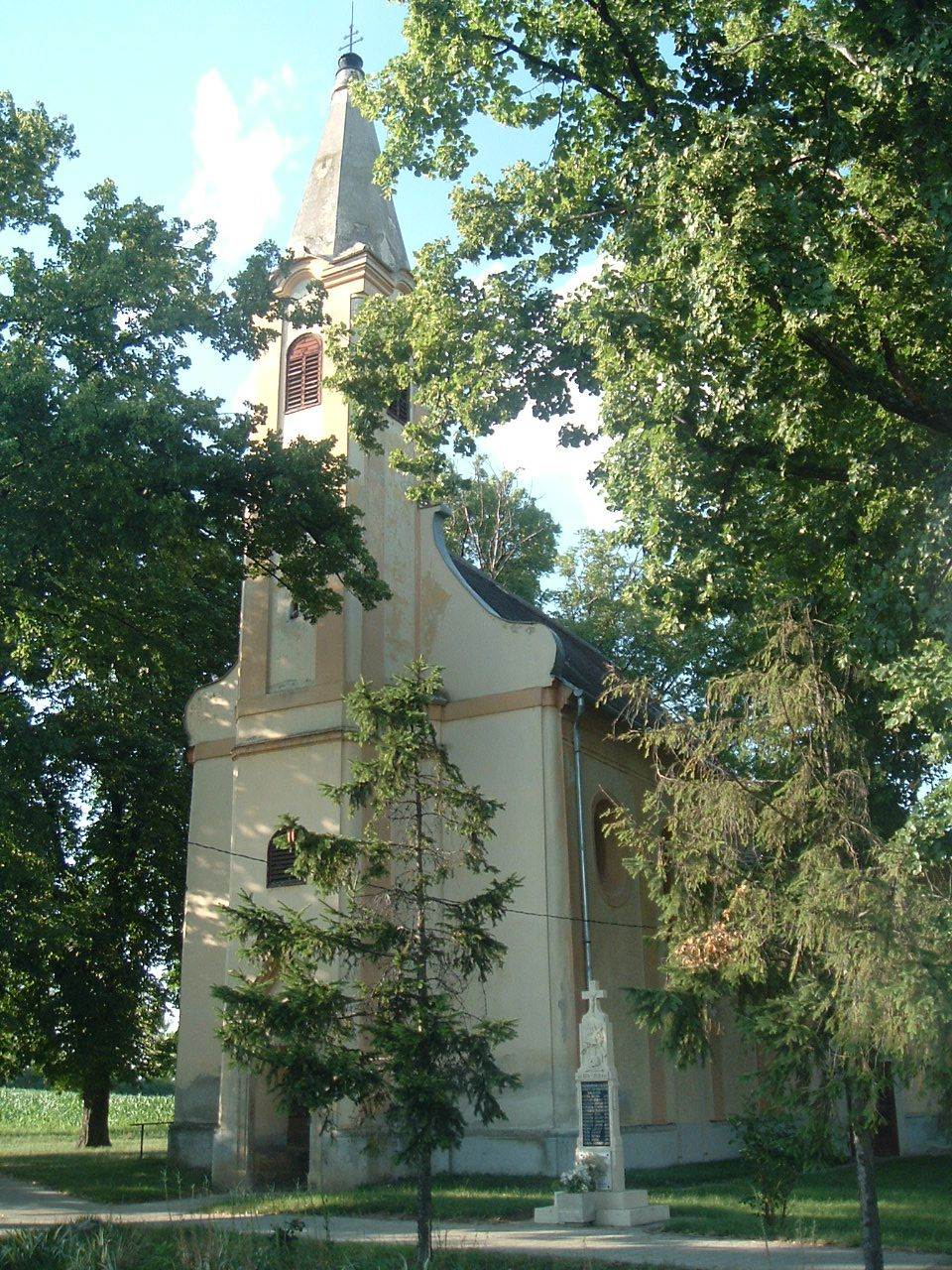
Römisch-katholische Kirche in Gyalóka